# Боровка (верхний приток Чёрной Холуницы)
Боровка — река в России, протекает в Белохолуницком районе Кировской области. Устье реки находится в 41 км по правому берегу реки Чёрная Холуница. Длина реки составляет 14 км.
Исток реки в лесах в 16 км к северо-востоку от посёлка Чёрная Холуница. Река течёт на северо-запад по ненаселённому, заболоченному лесному массиву. Впадает в Чёрную Холуницу у посёлка Боровка (Троицкое сельское поселение).

## Данные водного реестра
По данным государственного водного реестра России относится к Камскому бассейновому округу, водохозяйственный участок реки — Вятка от истока до города Киров, без реки Чепца, речной подбассейн реки — Вятка. Речной бассейн реки — Кама.
По данным геоинформационной системы водохозяйственного районирования территории РФ, подготовленной Федеральным агентством водных ресурсов:
- Код водного объекта в государственном водном реестре — 10010300212111100030498
- Код по гидрологической изученности (ГИ) — 111103049
- Код бассейна — 10.01.03.002
- Номер тома по ГИ — 11
- Выпуск по ГИ — 1